# Francesco Conti (cestista)
Francesco Conti (Brescia, 13 giugno 1983) è un ex cestista e allenatore di pallacanestro italiano, gioca nel ruolo di centro.

## Carriera
Dopo le giovanili a Varese, gioca a Castelletto, Casale e Novara, per poi tornare in provincia di Brescia al Basket Lumezzane, in Serie A Dilettanti. Dopo due campionati positivi, passa alla Dinamo in serie A2, con la quale conquista la promozione in serie A1, massima serie del campionato italiano di basket.
Nel 2008, in seguito all'infortunio di Simone Bagnoli, l'allora CT della nazionale  Carlo Recalcati lo convoca per un raduno della nazionale a Roseto, al quale segue un torneo a cui partecipano, oltre all'Italia, anche Algeria, Croazia e Iran.
Nell'estate 2010, decide di accettare l'offerta della PMS Torino, per poi trasferirsi tre anni dopo a Firenze.
L'8 agosto 2014 firma con la Pallacanestro Trapani, rescindendolo il 6 marzo 2015.
Nel 2015 fa ritorno a Torino alla PMS Basketball.
Nel 2017 firma con la Crocetta Torino, società militante nel campionato di Serie C Gold. Contestualmente continua il percorso di allenatore con la stessa società.
Dopo due stagioni da capo allenatore della Prima Squadra crocettina in C Gold, firma con BEA Chieri, dove ricopre il ruolo di head coach della prima squadra arancio-nera sempre nel massimo campionato regionale e di Responsabile Tecnico del Settore Giovanile.